# میسیز کورنر (ویرجینیا)
میسیز کورنر (به انگلیسی: Massies Corner) یک شهر در ایالات متحده آمریکا است که در شهرستان راپاناک، ویرجینیا واقع شده‌است.